# Облако неведения
Облако неведения (Облако незнания, англ. The Cloud of Unknowing) — средневековый трактат, духовный путеводитель, одно из самых выразительных произведений английской мистической литературы, написанное на среднеанглийском языке неизвестным монахом XIV века, около 1375 года.
В трактате описывается духовный путь и духовные практики необходимые христианину для достижения цели «истинного познания и восприятия Бога, как он есть» (a trewe knowyng and a felyng of God as He is).

## Публикация
Впервые опубликован в 1912 году, с тех пор многократно переиздавался.

## Современные издания
- The Cloud of Unknowing, and Related Treatises on Contemplative Prayer / Phyllis Hodgson, ed. Salzburg: Institut für Anglistik und Amerikanistik, Universität Salzburg, 1982

## Признание
Наследующий традиции Дионисия Ареопагита, трактат стал предметом широкого интереса интеллектуалов XX в. — Эриха Фромма, Эмиля Чорана, Армеля Герна (он перевел трактат на французский язык), Сьюзен Зонтаг, Руфуса Джонса. Наряду с произведениями Юлианы Нориджской и Ролла де Хэмпола, трактат принадлежит к известнейшим мистическим произведениям английского Средневековья.
Заглавие трактата сделалось нарицательным и ходовым в современной культуре. Среди прочего, так названа одна из частей романа Дона Делилло «Изнанка мира» (1997) и др. Упоминается среди прочего в текстах американского классика литературы Джерома Дэвида Селинджера.